# عتود
عتود هو مركز تابع لمحافظة الدرب، يقع على ساحل البحر الأحمر يضم عدة قرى ويقع شمال منطقة جازان الواقعة جنوب غرب السعودية ويبعد عنها 130 كم، ويتبع إمارة منطقة جازان.. 

## نبذة
يعتبر مركز عتود من أجمل مراكز محافظة الدرب. حيث يوجد بها عدد كبير من المزارع والمساحات الزراعية الصالحة للزراعة. كما أنها تحتوي على العديد من النشاطات الترفيهية. يسكن منطقة عتود حوالي 10000 نسمة ولديها العديد من الشخصيات البارزة والفاعلة في المجتمع. ولديها شاطئ على ساحل البحر الأحمر ممتدد قرابة 30 كلم. تنتشر الكثبان الرملية على طول امتداده حيث يشكل منطقة جذب سياحية كبيرة جدا ويفضله الكثير من المتنزهون في فترة الشتاء بسبب اعتدال المناخ.
وقد وجد بها اثار تعود للعصر الحجري والعصر الجاهلي والعصور الإسلامية: الأموي والعباسي والفاطمي والعثماني وقد ورد ذكر عتود في الشعر الجاهلي في أكثر من موقع كما تمتاز بكثرة المياه.
ويوجد بها بئر اثريه قديمه تسمى البترج قد ذكرها الشاعر ابن مقبل في إحدى قصائده بقوله:
و تعرف عتود قديما على أنها من ديار قبيلتي كنانة وخزاعة حيث قال عنه ياقوت الحموي: «هو ماء لكنانة لهم ولخزاعة».

## الموقع
يقع مركز عتود جنوب غرب محافظة الدرب شمال منطقة جازان ويمتد من مركز الشقيق شمالاً إلى ضفاف وادي بيض جنوباً.

## القرى التابعة
يضم مركز عتود عدة قرى وهي:
| - الجبلين الجنوبية - عتود - الحروف - القضب | - ماضي - زهوان - منشبة | - الساحل - عرق منشبة - سمرة الجد | - السميرات - أبو العشر |

## الخدمات
- مراكز للرعاية الأولية، في كل من عتود ومنشبه.
- مدارس للبينين والبنات بمختلف المراحل: الابتداية والمتوسطة والثانوية.
- بلدية عتود.
- مشروع المياه يغطي جميع القرى.